# Ahmed Etri
Ahmed Etri (* 8. Mai 2005 in Münster) ist ein deutscher Fußballspieler. Der Stürmer steht bei der TSG 1899 Hoffenheim unter Vertrag, wo er vornehmlich für die U-23-Mannschaft aufläuft.

## Sportlicher Werdegang
Etri begann mit dem Vereinsfußball beim SC Arminia Ochtrup, ehe er 2015 in den Nachwuchsbereich des FC Schalke 04 wechselte. 2018 ging er zu Rot-Weiss Essen, dort spielte er später in der B-Junioren-Bundesliga und wurde in der Spielzeit 2021/22 mit der Mannschaft Tabellenzehnter der Weststaffel. Parallel stand er zeitweise im Kader der A-Junioren-Bundesligamannschaft des Traditionsvereins, für die er ab der Spielzeit 2022/23 regelmäßiger auflief. Am Saisonende verpasste er mit der Mannschaft den Klassenerhalt und trat mit ihr fortan in der Verbandsliga an. Parallel rückte er in den Fokus von Cheftrainer Christoph Dabrowski, so dass er zeitweise mit der Profimannschaft trainierte und im November 2023 bei der 1:2-Auswärtsniederlage beim FC Ingolstadt 04 erstmals im Spieltagskader stand. Am 23. Januar 2024 debütierte er beim 3:1-Heimsieg gegen Viktoria Köln im Erwachsenenbereich, als er als Einwechselspieler zehn Minuten vor Spielende Isaiah Young ersetzte. Im Frühjahr schlug Etri ein Angebot von Rot-Weiss Essen aus und verkündete seinen Wechsel zur Reservemannschaft der TSG 1899 Hoffenheim ab Sommer 2024, wo er einen Drei-Jahres-Vertrag unterzeichnete. Daraufhin berücksichtigte Dabrowski ihn bis zum Saisonende nicht mehr im Profikader, insgesamt kam er in der Drittligasaison 2023/24 zu zwei Kurzeinsätzen. Für den Spieler erhielt RWE eine Ausbildungsentschädigung von 80.000 Euro.
Bei der in der viertklassigen Regionalliga Südwest antretenden Hoffenheimer Reservemannschaft debütierte Etri am ersten Spieltag der Regionalligasaison 2024/25 beim 2:2-Remis gegen den FC-Astoria Walldorf als Einwechselspieler für den verletzten Paul Hennrich und kam auch in den folgenden Spielen vornehmlich als Ersatzmann zum Einsatz.